# Cebuella niveiventris
Lo uistitì pigmeo meridionale (Cebuella niveiventris Lönnberg, 1940) è una specie di primate appartenente alla famiglia dei Callitricidi. È diffuso nel Sud America nord-occidentale, in un'area delimitata a nord dal Rio delle Amazzoni e dal Río Marañón, a sud dal Rio Madeira e a ovest dalle pendici orientali delle Ande. Vive in piccoli gruppi sociali e si nutre prevalentemente di linfa e resina vegetale. Insieme alla specie affine, lo uistitì pigmeo settentrionale (C. pygmaea), è considerato il più piccolo tra tutte le scimmie propriamente dette.

## Descrizione
Lo uistitì pigmeo meridionale ha una lunghezza testa-tronco compresa tra 12 e 15 centimetri, con una coda lunga da 17 a 23 centimetri. Il suo peso varia da 85 a 140 grammi, con le femmine generalmente più grandi rispetto ai maschi. Il dorso e la coda presentano una colorazione che va dal grigio-bruno all'olivastro o al giallo-brunastro, con anelli scuri ben visibili sulla coda. Rispetto allo uistitì pigmeo settentrionale, questa specie presenta una colorazione dorsale leggermente più chiara e tendente al grigio. Anche le zampe posteriori sono più chiare. L'addome è bianco e nettamente delimitato rispetto al colore più scuro del dorso e dei fianchi. Gli occhi sono grandi e a forma di mandorla, mentre le orecchie risultano in gran parte nascoste dai lunghi peli delle guance, che sono rivolti all'indietro.

## Biologia
Lo uistitì pigmeo meridionale vive prevalentemente nelle foreste lungo i corsi d'acqua, incluse foreste secondarie e aree parzialmente modificate dall'agricoltura e dalla caccia, oltre che in frammenti di bosco isolati vicino agli insediamenti umani. Solitamente frequenta la vegetazione densa del sottobosco. I gruppi sociali variano da 2 a 9 individui e sono formati da 1 o 2 maschi adulti e da 1 o 2 femmine adulte. Come negli altri Callitricidi, la femmina dominante partorisce due volte all'anno, dando alla luce gemelli. I maschi adulti e gli altri membri del gruppo partecipano attivamente al trasporto e alla cura dei piccoli. Ogni gruppo occupa un territorio relativamente ristretto, che varia tra 0,1 e 1,5 ettari, generalmente centrato intorno a uno o due alberi utilizzati per estrarre le resine e la linfa necessarie per l'alimentazione. Quando questi alberi smettono di produrre una quantità sufficiente di linfa, l'intero gruppo si trasferisce in un nuovo territorio. Nelle aree in cui gli uistitì pigmei meridionali convivono con specie di tamarini, come il tamarino dal dorso bruno (Saguinus fuscicollis), questi ultimi sfruttano spesso i fori praticati dagli uistitì pigmei per alimentarsi della linfa prodotta dagli alberi.

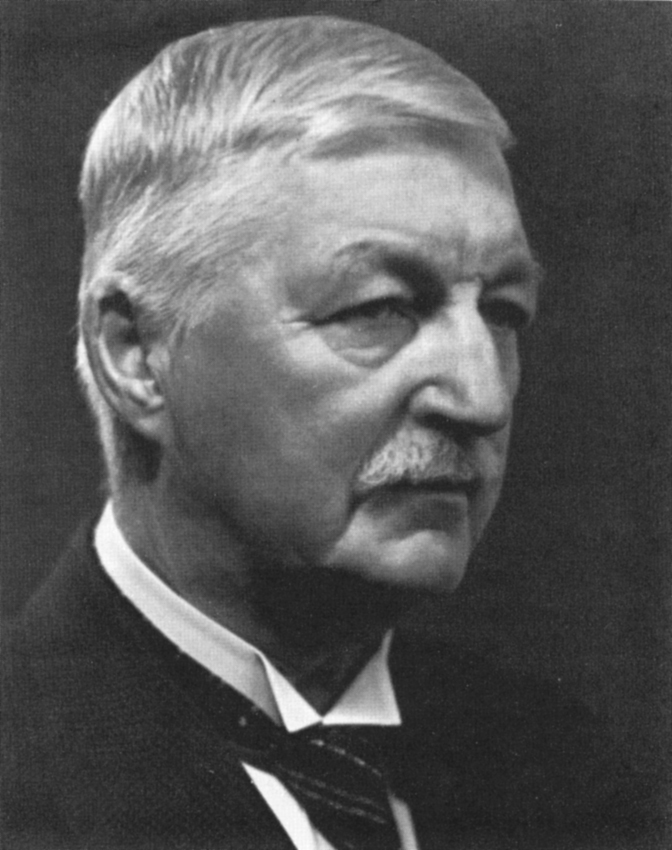
Einar Lönnberg

## Tassonomia
Lo uistitì pigmeo meridionale è stato descritto scientificamente per la prima volta nel 1940 dallo zoologo svedese Einar Lönnberg, inizialmente come una sottospecie dell'uistitì pigmeo comune (Cebuella pygmaea). Si distingue dalla forma nominale per la colorazione bianca del ventre e per le superfici interne di braccia e gambe anch'esse bianche, con una delimitazione netta e senza transizioni graduali rispetto alla tonalità più scura e brunastra del dorso. Attualmente, sia l'Unione internazionale per la conservazione della natura (IUCN) che l'American Society of Mammalogists riconoscono queste due forme di uistitì pigmeo come specie distinte. La separazione in due cladi chiaramente distinti è confermata anche da studi genetici, che hanno mostrato come la variabilità genetica interna a ciascuna specie sia significativamente inferiore rispetto alla divergenza esistente tra le due forme. La divisione tra le due specie sarebbe avvenuta circa 2,5 milioni di anni fa, in corrispondenza del passaggio dal Pliocene al Pleistocene, e risulta addirittura più antica rispetto alla separazione tra altre specie vicine di Callitricidi, come quella tra il tamarino calvo (Saguinus bicolor) e il tamarino di Martins (Saguinus martinsi).

## Conservazione
Nel corso degli ultimi 18 anni, la popolazione dello uistitì pigmeo meridionale è diminuita di oltre il 30%. Questa specie è minacciata principalmente dalla deforestazione, dalle attività minerarie, dalla cattura per il commercio illegale come animale domestico e da altre attività umane. Per queste ragioni, la IUCN la classifica come vulnerabile (Vulnerable). Tuttavia, l'uistitì pigmeo meridionale è presente anche in numerose aree protette, come il parco nazionale Sierra del Divisor in Brasile e Perù, e la riserva naturale Manuripi-Heath in Bolivia.